# Ốc vú nàng
Ốc vú nàng là tên thông dụng tại Việt Nam dùng để chỉ một số loài ốc có vỏ hình chóp lệch, trên đỉnh có một cái núm nhỏ, vỏ ngoài màu đen xám, mặt trong lấp lánh xà cừ. Thông thường mỗi con ốc vú nàng chỉ to bằng ba ngón tay người lớn, nhưng ốc vú nàng Côn Đảo có con to gần bằng bàn tay. Con ốc vú nàng càng lớn, vỏ có màu hồng càng đậm. Nếu dùng cát xát vào vỏ ốc thì con ốc ánh lên một màu hồng sáng và lấp lánh ánh nhũ.

## Một số loài ốc vú nàng
- Cellana nigrolineata: phổ biến ở Côn Đảo
- Cellana testudinaria
- Patella ulyssiponensis
- Tectus niloticus: còn có tên gọi là Ốc đụn, Ốc đụn cái, Ốc vú, Ốc nón, Ốc nón lá...